# 1681 a tudományban
Az 1681. év a tudományban és a technikában.

## Események
- május – hivatalosan átadják Dél-Franciaországban a Canal Royal de Languedoc nevű, ma Canal du Midi néven ismert csatornát (a rendszeres forgalom csak jóval később indult meg)

## Születések
- augusztus 12. – Vitus Bering dán tengerész, felfedező, az orosz haditengerészet kapitány-parancsnoka († 1741)